# Ombres de dubte
Ombres de dubte (títol original en anglès And the Band Played On) és un telefilm docudrama estatunidenc del 1993 dirigida per Roger Spottiswoode. El guió d'Arnold Schulman es basa en el llibre de no ficció més venut de 1987 And the Band Played On: Politics, People, and the AIDS Epidemic de Randy Shilts, i destaca per tenir un ampli abast històric, així com un repartiment excepcionalment extens. Ha estat doblada al català.
La pel·lícula es va estrenar al Festival Internacional de Cinema de Montreal el 2 de setembre de 1993, abans de ser emesa a HBO l'11 de setembre de 1993. Més tard es va estrenar al Regne Unit, Canadà, Espanya, Alemanya, Argentina, Àustria, Itàlia, Suècia, Països Baixos, Bèlgica, França, Dinamarca, Nova Zelanda i Austràlia. La pel·lícula d'HBO es va emetre més tard a NBC l'any 1994. NBC (així com ABC) van ser algunes de les cadenes considerades per fer una minisèrie basada en el llibre a finals de la dècada de 1980, però les cadenes el van rebutjar perquè no van trobar la manera d'estructurar-lo com una minisèrie de dues nits i quatre hores. El 1994, NBC finalment va emetre la pel·lícula amb una advertència sobre la discreció dels pares a causa del seu tema sensible.

## Argument
En un pròleg ambientat el 1976, l'epidemiòleg americà Don Francis de l'Organització Mundial de la Salut arriba a un poble a la vora del riu Ebola al Zaire i descobreix que molts dels residents i el metge que treballa amb ells han mort a causa d'una malaltia misteriosa que més tard es va identificar com la febre hemorràgica de l'Ebola. És la seva primera exposició a una epidèmia, i les imatges dels morts que ajuda a cremació el perseguiran quan més tard s'impliqui amb la investigació del VIH/SIDA als Centres per al Control i Prevenció de Malalties.
El 1981, Francis es va adonar d'un nombre creixent de morts entre homes gais a Los Angeles, Nova York i San Francisco a causa d'una rara malaltia pulmonar, Pneumocystis Pneumonia, que només afecta persones amb sistemes immunitaris debilitats. Es trasllada a Atlanta, on l'administrador del CDC, el Dr. James Curran, li demana que comenci una investigació en profunditat sobre aquest nou trastorn immune. A causa de la repressió de la despesa pública de l'Administració Reagan, es veu obligat a treballar amb pocs diners, espai limitat i equips obsolets. S'enfronta amb nombrosos membres de la comunitat mèdica (molts dels quals senten la seva implicació per les seves agendes personals).
Francis entra en contacte amb la comunitat gai després que ell i els seus col·legues troben proves sòlides que la malaltia es transmet a través del sexe. Alguns homes gai el donen suport, com l'activista de San Francisco Bill Kraus, mentre que d'altres expressen la ira pel que veuen com una interferència no desitjada en les seves vides, especialment en els seus intents de tancar les saunes gais locals. Kraus treballa dur per intentar salvar la comunitat gai del virus, fins al punt que li costa a Kraus la seva pròpia relació amb el seu xicot Kico Govantes.
Francis i altres membres del personal de CDC es sorprenen encara més que els representants de la indústria de la sang no estiguin disposats a fer res per intentar frenar l'epidèmia a causa de possibles pèrdues financeres. A més, mentre Francis persegueix la seva teoria que la sida és causada per una virus de transmissió sexual, descobreix que els seus esforços es veuen obstaculitzats a causa de la competència entre científics francesos de l'Institut Pasteur i científics estatunidencs, particularment Dr. Robert Gallo dels Instituts Nacionals de Salut, que s'enfada quan descobreix que Francis va col·laborar amb els científics francesos. Aquests investigadors es barallen sobre qui hauria de rebre crèdit per descobrir el virus i per desenvolupar una anàlisi de sang. Mentrestant, el nombre de morts augmenta ràpidament.
Un dia de 1984, mentre feia exercici en un gimnàs local, Kraus nota una taca al turmell i es preocupa que pugui ser el sarcoma de Kaposi, una malaltia que defineix la sida. Kraus visita el seu metge i està devastat en saber que té sida. Govantes torna a Kraus després de descobrir que està malalt. Després que s'anunciï el descobriment del virus de la sida, Francis presenta un pla de prevenció i una eventual cura tot i que Curran li diu que mai s'aprovarà. El CDC rebutja la proposta per ser massa cara i trasllada Francis a San Francisco.
El novembre de 1985, Kraus i Govantes estan caminant a la desfilada de les espelmes de San Francisco quan Kraus de sobte comença a tossir i es torna massa feble per aixecar-se. El porten a un hospital local on té dificultats amb la seva visió i només és capaç de parlar galimaties la major part del temps. Arriba Francis, i en pocs minuts, els símptomes passen. Francis lamenta que podrien haver impedit la propagació del virus, però tem que sigui massa tard. Kraus comenta que abans tenia por de morir, però que ara té por dels que viuen. Kraus va morir el gener de 1986 
Francis roman al CDC fins al 1992 quan marxa per treballar en la creació d'una vacuna contra la sida. La pel·lícula acaba amb una reproducció de "The Last Song" d'Elton John que mostra un muntatge fotogràfic i de vídeo d'una sèrie de persones famoses que són víctimes del VIH/SIDA.

## Repartiment principal
- Matthew Modine com a Dr. Don Francis, epidemiòleg, investigador del VIH/SIDA i un dels primers científics a suggerir que la sida va ser causada per un agent infecciós
- Alan Alda com a Dr. Robert Gallo, investigador biomèdic i un dels descobridors del VIH com a agent infecciós responsable del SIDA
- Ian McKellen com a Bill Kraus, un drets gais i activista contra la sida i ajudant del Congrés
- Glenne Headly com a Dr. Mary Guinan, investigadora de l'epidèmia de VIH/SIDA per als CDC
- Richard Masur com a Dr. William Darrow, sociòleg i investigador dels CDC, un dels descobridors del VIH com el virus que causa la sida.
- Saul Rubinek com el Dr. James Curran, un investigador de l'epidèmia de VIH/SIDA i administrador dels CDC
- Lily Tomlin com a Dr. Selma Dritz, metge i epidemiòloga
- Jeffrey Nordling com a Gaëtan Dugas, un canadenc assistent de vol i primer pacient de sida que era pacient o, és a dir, fora de Califòrnia. Això es va interpretar malament com a pacient 0 a l'estudi de transmissibilitat de Bill Darrow
- Charles Martin Smith com a Harold Jaffe, un investigador de l'epidèmia de VIH/SIDA per als CDC
- Donal Logue com a Bobbi Campbell, un activista contra la sida
- B. D. Wong com a Kico Govantes, un artista de San Francisco i amant de Bill Kraus
- Patrick Bauchau com a Dr. Luc Montagnier, un viròleg francès i un dels descobridors del VIH
- Nathalie Baye com a Dr. Françoise Barre
- Phil Collins com a Eddie Papasano, propietari d'una sauna de San Francisco[2]
- Richard Gere com a The Coreographer, un ballarí i director de teatre preeminent de San Francisco que s'assabenta que té sida.
- Steve Martin com The Brother, un germà reticent d'un home gai recentment mort que era pacient de sida.
- David Marshall Grant com a Dennis Seeley
- Ronald Guttman com a Dr. Jean-Claude Chermann, un viròleg francès i gerent de l'equip d'investigació que va descobrir el VIH
- Anjelica Huston com a Dr. Betsy Reisz
- Richard Jenkins com a Dr. Marcus Conant, dermatòleg i un dels primers metges a diagnosticar i tractar la sida
- Ken Jenkins com el Dr. Dennis Donohue, un investigador del VIH
- Tchéky Karyo com a Dr. Willy Rozenbaum, un metge francès i un dels descobridors del VIH
- Dakin Matthews com a Congressista Phillip Burton, membre de la Cambra de Representants dels Estats Units de San Francisco que fa campanya pels drets dels homosexuals.
- Peter McRobbie com a Dr. Max Essex, un dels primers a sospitar que un retrovirus era la causa de la sida i a determinar que el VIH es podia transmetre a través de la sang
- Christian Clemenson com el Dr. Dale Lawrence, membre del grup de treball dels CDC sobre el sarcoma de Kaposi i les infeccions oportunistes
- Neal Ben-Ari com el Dr. Tom Spira, un científic investigador del CDC
- David Dukes com el Dr. Mervyn Silverman, Director de Salut de San Francisco
- Richard Fancy com el Dr. Michael Gottlieb
- David Clennon com el Sr. Johnstone
- Swoosie Kurtz com a Sra. Johnstone
- Lawrence Monoson com a Xip
- Bud Cort com a propietari d'una botiga d'antiguitats
- Stephen Spinella com a Brandy Alexander
- Lenny Wolpe com el Dr. Joseph R. Bove, Director del Banc de Sang de l'Hospital de Yale-New Haven
- Rosemary Murphy com a executiu del Banc de Sang
- Clyde Kusatsu com a executiu del Banc de Sang
- Thomas Kopache com a executiu del Banc de Sang
- Walter Addison com a executiu del Banc de Sang
- René Le Vant com a executiu del Banc de Sang
- Laura Innes com a representant d'hemofília
- Jill Andre com a portaveu de la Creu Roja
- Laura James com a secretària de Salut i Serveis Humans dels Estats Units, Margaret Heckler
- John Durbin com a 6è home
- Angela Paton com a dona a Denver
- Alan Barry com a pacient hemofílic
- Erasor Kemie com a estudiant sudanès
- Ike Ikediashi com a noi sudanès
- Niki Gilbert com a noia sudanesa

## Tancament del muntatge
La pel·lícula es tanca amb imatges d'una vetlla i una marxa a la llum de les espelmes a San Francisco, seguida d'un muntatge d'imatges de nombroses celebritats que han mort de sida o que han participat en l'educació i la investigació sobre el VIH/sida, acompanyats per Elton Johncantant "The Last Song." El muntatge inclou:
- Bobbi Campbell
- Ryan White
- Rock Hudson
- Anthony Perkins
- Tina Chow
- Rudolf Nureyev
- Arthur Ashe
- Michael Bennett
- Liberace
- Freddie Mercury
- Elizabeth Glaser
- Magic Johnson
- Larry Kramer
- Alison Gertz
- Max Robinson
- Halston
- Willi Smith
- Perry Ellis
- Peter Allen
- Steve Rubell
- Keith Haring
- Stewart McKinney
- Denholm Elliott
- Brad Davis
- Amanda Blake
- Robert Reed
- Michel Foucault
- Tom Waddell

## Recepció crítica
La majoria dels crítics van coincidir que els cineastes van tenir una tasca descoratjadora a l'hora d'adaptar el text massiu i ple de fets de Shilts a una pel·lícula dramàticament coherent. Molts crítics van elogiar els resultats. El lloc web de ressenyes de pel·lícules Rotten Tomatoes dona a la pel·lícula una 100% "Fresca" basada en vuit ressenyes.
Tony Scott de Variety va afirmar que "si bé hi ha lapses, el treball fascinant i poderós del director Spottiswoode encara compleix la seva missió: el llibre de Shilts, amb tot el seu impacte, pena i ira, ha estat transferit de manera decisiva a la pantalla."
John O'Connor de The New York Times va coincidir que l'adaptació "s'afegeix a una televisió dura i inusualment valenta. L'excés de retoc ha deixat el ritme de la pel·lícula lent en alguns punts, però la història no és mai menys que convincent."
Ken Tucker d’Entertainment Weekly va qualificar la pel·lícula B+ i la va qualificar de "una combinació intrigant, de vegades incòmode, sempre seriosa de docudrama, melodrama mèdic i història de misteri. Les estrelles donen calidesa a una pel·lícula necessàriament preocupada per la investigació freda i la política, i donen prestigi: la pel·lícula ha de ser important, ja que actors d'aquesta talla van acceptar aparèixer. El resultat de la generositat de les estrelles, però, va en contra de la pel·lícula en aturar el flux de el drama cada cop que apareix una cara coneguda a la pantalla. Les emocions i l'agonia que comporta aquest tema donen a Band un poder irresistible, però el ritme de la pel·lícula és agitat i els diàlegs sovint rígids i tòpics. El millor compliment que es pot fer a aquesta telefilm és que, a diferència de tantes pel·lícules basades en fets, no explota ni disminueix la tragèdia del seu tema."
En una ressenya de Time Out New York, l'equip de redacció va pensar que "els creadors d'aquesta adaptació del best-seller de Randy Shilts tenien tanta ganes de bombardejar-nos amb els fets i les xifres de la història de la sida que es van oblidar d'oferir un marc humà adequadament dramàtic per fer-nos cuidar plenament els personatges". La ressenya també diu que les múltiples qüestions que intenta cobrir la pel·lícula "constitueixen una narració inconnexa i clixé."
Richard Zoglin de la revista Time va escriure "El llibre de 600 pàgines prodigiosament investigat de Shilts s'ha resumit en un llibre ple de fets, dramàticament coherent, que ocasionalment es mou 2 hores i 20 minuts. En un moment en què la majoria de les pel·lícules fetes per a la televisió s'han tornat bojos amb els tabloides, aquí n'hi ha una rara que aborda un gran tema, planteja els problemes adequats, fa una bona lluita."

## Nominacions i premis
| Any  | Premi                                        | Categoria                                                                                                | Nominat(s)                                                        | Resultat  | Ref.   |
| ---- | -------------------------------------------- | --- | ----------------------------------------------------------------- | --------- | ------ |
| 1993 | Festival Internacional de Cinema de Montreal | Gran Premi Especial del Jurat                                                                            | Roger Spottiswoode                                                | Guanyador | [ 9 ]  |
| 1994 | American Cinema Editors Awards               | Millor pel·lícula editada per a televisió no comercial                                                   | Lois Freeman-Fox                                                  | Guanyador | [ 10 ] |
| 1994 | Artios Awards                                | Millor càsting per a la pel·lícula de televisió de la setmana                                            | Judith Holstra i Nikki Valko                                      | Guanyador | [ 11 ] |
| 1994 | Directors Guild of America Awards            | Assoliment de la direcció destacada en especials dramàtics                                               | Roger Spottiswoode                                                | Nominat   | [ 12 ] |
| 1994 | GLAAD Media Awards                           | Pel·lícula de televisió destacada                                                                        | Pel·lícula de televisió destacada                                 | Guanyador | [ 13 ] |
| 1994 | Globus d’Or                                  | Millor minisèrie o telefilm                                                                              | Millor minisèrie o telefilm                                       | Nominat   | [ 14 ] |
| 1994 | Globus d’Or                                  | Millor actor en minisèrie o telefilm                                                                     | Matthew Modine                                                    | Nominat   | [ 14 ] |
| 1994 | Primetime Emmy Awards                        | Millor pel·lícula feta per a la televisió                                                                | Sarah Pillsbury, Midge Sanford, Aaron Spelling, i E. Duke Vincent | Guanyador | [ 15 ] |
| 1994 | Primetime Emmy Awards                        | Actor principal destacat en una minisèrie o especial                                                     | Matthew Modine                                                    | Nominat   | [ 15 ] |
| 1994 | Primetime Emmy Awards                        | Actor secundari destacat en una minisèrie o especial                                                     | Alan Alda                                                         | Nominat   | [ 15 ] |
| 1994 | Primetime Emmy Awards                        | Actor secundari destacat en una minisèrie o especial                                                     | Richard Gere                                                      | Nominat   | [ 15 ] |
| 1994 | Primetime Emmy Awards                        | Actor secundari destacat en una minisèrie o especial                                                     | Ian McKellen                                                      | Nominat   | [ 15 ] |
| 1994 | Primetime Emmy Awards                        | Millor actriu secundària en una minisèrie o especial                                                     | Swoosie Kurtz                                                     | Nominat   | [ 15 ] |
| 1994 | Primetime Emmy Awards                        | Millor actriu secundària en una minisèrie o especial                                                     | Lily Tomlin                                                       | Nominat   | [ 15 ] |
| 1994 | Primetime Emmy Awards                        | Assoliment individual destacat en la direcció d'una minisèrie o un especial                              | Roger Spottiswoode                                                | Nominat   | [ 15 ] |
| 1994 | Primetime Emmy Awards                        | Assoliment individual destacat en l'escriptura en una minisèrie o un especial                            | Arnold Schulman                                                   | Nominat   | [ 15 ] |
| 1994 | Primetime Emmy Awards                        | Assoliment individual destacat en la direcció d'art per a una minisèrie o un especial                    | Lee Mayman, Victoria Paul, i Diana Allen Williams                 | Nominat   | [ 15 ] |
| 1994 | Primetime Emmy Awards                        | Assoliment individual destacat en càsting                                                                | Judith Holstra i Nikki Valko                                      | Guanyador | [ 15 ] |
| 1994 | Primetime Emmy Awards                        | Assoliment individual destacat en l'edició d'una minisèrie o un especial - Producció amb una sola càmera | Lois Freeman-Fox                                                  | Guanyador | [ 15 ] |
| 1994 | Primetime Emmy Awards                        | Assoliment individual destacat en la perruqueria per a una minisèrie o un especial                       | Martin Christopher i Arturo Rojas                                 | Nominat   | [ 15 ] |
| 1994 | Primetime Emmy Awards                        | Assoliment individual destacat en maquillatge per a una minisèrie o un especial                          | Allan A. Apone i Michael Spatola                                  | Nominat   | [ 15 ] |
| 1995 | American Society of Cinematographers Awards  | Assoliment destacat en cinematografia a la pel·lícula de la setmana o el pilot                           | Paul Elliott                                                      | Nominat   | [ 16 ] |
| 1995 | CableACE Awards                              | Pel·lícula o minisèrie                                                                                   | Pel·lícula o minisèrie                                            | Nominat   | [ 17 ] |
| 1995 | CableACE Awards                              | Actor secundari en una pel·lícula o minisèrie                                                            | Richard Gere                                                      | Nominat   | [ 17 ] |
| 1995 | CableACE Awards                              | Actor secundari en una pel·lícula o minisèrie                                                            | Ian McKellen                                                      | Guanyador | [ 17 ] |
| 1995 | CableACE Awards                              | Actor secundari en una pel·lícula o minisèrie                                                            | Lawrence Monoson                                                  | Nominat   | [ 17 ] |
| 1995 | CableACE Awards                              | Actriu secundària en una pel·lícula o minisèrie                                                          | Swoosie Kurtz                                                     | Nominat   | [ 17 ] |
| 1995 | CableACE Awards                              | Actriu secundària en una pel·lícula o minisèrie                                                          | Lily Tomlin                                                       | Nominat   | [ 17 ] |
| 1995 | CableACE Awards                              | Dirigir una pel·lícula o minisèrie                                                                       | Roger Spottiswoode                                                | Nominat   | [ 17 ] |
| 1995 | CableACE Awards                              | Escriure una pel·lícula o minisèrie                                                                      | Arnold Schulman                                                   | Guanyador | [ 17 ] |
| 1995 | CableACE Awards                              | Edició d'un especial dramàtic o sèrie/especial teatral/pel·lícula o minisèrie                            | Lois Freeman-Fox                                                  | Nominat   | [ 17 ] |
| 1995 | CableACE Awards                              | Make-Up                                                                                                  | Allan A. Apone i Michael Spatola                                  | Nominat   | [ 17 ] |
| 1995 | Premi Humanitas                              | PBS/Televisió per Cable                                                                                  | Arnold Schulman                                                   | Guanyador | [ 18 ] |
| 2007 | Online Film & Television Association Awards  | Saló de la Fama - Programes de televisió                                                                 | Saló de la Fama - Programes de televisió                          | Introduït | [ 19 ] |